# 中国2010年上海世界博览会以色列馆
2010年上海世界博览会以色列馆是2010年上海世博会中代表以色列的国家级展馆。以色列馆的参展主题：创新让生活更美好，它位于世博园的A片区。

## 体验区
以色列馆占地面积约为1200平方米，有“低语花园”、“光之厅”、“创新厅”三个体验区。展馆中还展出了珍藏于希伯来大学的爱因斯坦相对论手稿。